# Kuzi-Teixub
Kuzi-Teixub o Kuzi-Teššub va ser el fill de Talmi-Teixub que era l'últim virrei de l'imperi hitita a Carquemix sota Subiluliuma II, i un descendent directe de Subiluliuma I.
Va succeir el seu pare en el càrrec segons les impressions del segell reial trobades a Lidar Höyük l'any 1985 a la riba oriental del riu Eufrates. Kuzi-Teixub llavors es feia anomenar "Gran Rei" de Carquemix el que suggereix que la dinastia hitita central de Hattusa s'havia enfonsat en aquella època, segurament després de les incursions dels Pobles de la mar, i que es veia a si mateix com a únic hereu veritable de la línia de Subiluliuma I.